# P. Szabó Sándor
P. Szabó Sándor (Törökszentmiklós, 1973. június 29. –) sinológus, Nemzeti Közszolgálati Egyetem, Közigazgatástudományi Kar, Kínai Közigazgatás-, Gazdaság- és Társadalomkutató Központ BTK Kínai Tanszék igazgatója. (Kínai neve: pinjin hangsúlyjelekkel: Bèi Shān; magyar népszerű: Pej San; hagyományos kínai: 貝山; egyszerűsített kínai: 贝山.)

## Pályafutása
P. Szabó Sándor Érden végezte középiskolai tanulmányait, majd az ELTE Bölcsészettudományi Kar kínai szakán szerzett diplomát 2000-ben. 2007-ben sikeresen védte meg A yin és yang fogalma az ókori kínai természetfilozófiában és gondolkodásban című doktori disszertációját, és „summa cum laude” minősítéssel doktori (Ph.D.) fokozatot szerzett.
1999-től 2008-ig az ELTE Bölcsészettudományi Kar kínai szakán egyetemi oktató volt. 2007-től egészen 2011-ig a Budapesti Corvinus Egyetem, Közigazgatástudományi Kar, Kínai Közigazgatás-, Gazdaság- és Társadalomkutató Központ igazgatójaként tevékenykedett. 
2011-ben részt vett a Nemzeti Közszolgálati Egyetem létrejövetelét előkészítő bizottság Nemzetközi Albizottságának munkájában. 2012-től a Nemzeti Közszolgálati Egyetem, Közigazgatástudományi Kar, Kínai Közigazgatás-, Gazdaság- és Társadalomkutató Központ igazgatója.

## Jelentősebb publikációi
- Háromszavas könyv. Budapest, Balassi Kiadó, 1999. (Kínai–magyar irodalmi gyűjtemény II.)
- A kínai erkölcs és a szülők tisztelete. Budapest, Kossuth Kiadó, 2003.
- „Tudomány és természetfilozófia az ókori Kínában.” In Ropolyi László – Szegedi Péter (szerk.): A tudományos gondolkodás története. Budapest, ELTE Eötvös Kiadó, 2000. 35-58.
- „Újonnan felfedezett ókori kínai szövegleletek.” In Hamar Imre – Salát Gergely (szerk.): Kínai nyelv és irodalom. Budapest, Balassi Kiadó, 2003. 192-204.
- „A ‘Halhatatlanokról szóló feljegyzések’ és a halhatatlanságkeresés filozófiai, vallási és tudományos háttere a koraközépkori Kínában.” In Hamar Imre – Salát Gergely (szerk.): Kínai filozófia és vallás a középkor hajnalán. Budapest, Balassi Kiadó, 2005. 137-152.
- A Sárkány közbelép. Kína nemzetközi kapcsolatai, gazdasága és közigazgatási rendszere a 21. században; szerk. P. Szabó Sándor; Nemzeti Közszolgálati Egyetem Kínai Közigazgatás-, Gazdaság- és Társadalomkutató Központ, Bp., 2012